# Tiarella

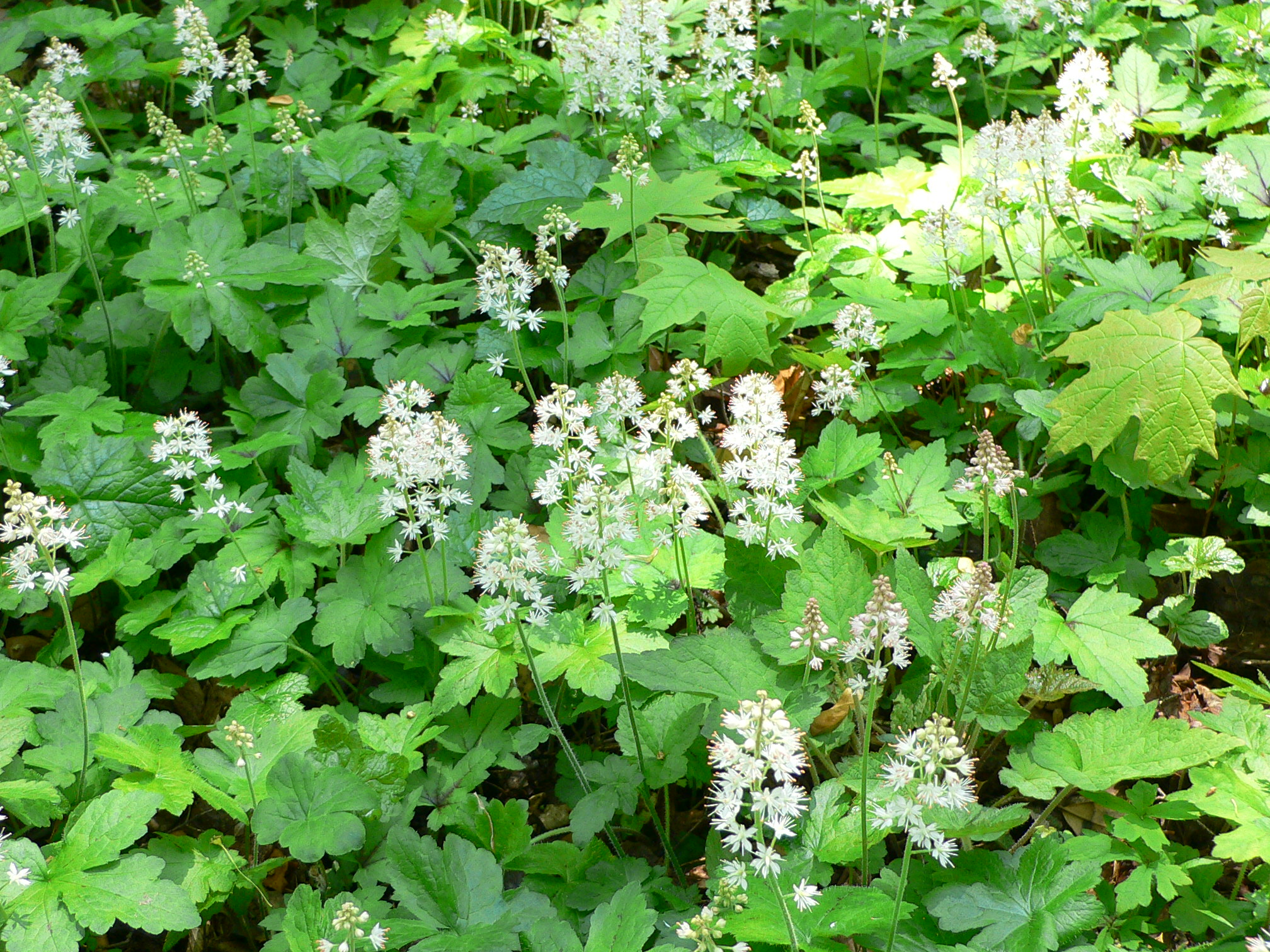
Tiarella sercolistna

Tiarella (Tiarella L.) – rodzaj roślin z rodziny skalnicowatych. Należy do niego jeden gatunek (Tiarella polyphylla) występujący w Azji (Himalaje i Japonia) oraz w zależności od ujęcia – 2 lub 4 gatunki północnoamerykańskie (z obszaru od Alaski i Nowej Szkocji na północy po Kalifornię i Georgię na południu). Rośliny te rosną w wilgotnych lasach i na cienistych stokach gór. Są blisko spokrewnione z żurawkami i roślinami z rodzaju utajma, z którymi tworzą mieszańce. W uprawie rozpowszechnionych jest wiele odmian mieszańcowych, ozdobnych z powodu większych i zaróżowionych kwiatów oraz plamistych liści.

## Morfologia
PokrójKępiasto rosnące byliny kłączowe osiągające do 60 cm wysokości.
LiścieZwykle zimozielone, owłosione, ząbkowane, z kilkoma klapami lub z trójlistkowe. Zebrane w większości w rozetę przyziemną, na pędach kwiatowych czasem też z kilkoma liśćmi.
KwiatyDrobne, zebrane w delikatne grona na nagich pędach. Kwiaty białe, czasami bladoróżowe. Kielich z 5 działek zrośniętych u nasady, w dole kubeczkowaty. Płatków też jest 5, są drobne i niepodzielone. Pręcików jest 10, długich i cienkich. Zalążnia jest niemal górna, powstaje z dwóch owocolistków, każdy z odrębną szyjka słupka.
OwoceWielonasienne torebki pękające dwiema nierównymi klapami. Nasiona drobne.

## Systematyka
Pozycja według Angiosperm Phylogeny Website (aktualizowany system APG III z 2009)
Rodzaj Tiarella należy do rodziny skalnicowatych (Saxifragaceae), które tworzą grupę siostrzaną dla rodziny agrestowate (Grossulariaceae), wraz z którą wchodzą w skład rzędu skalnicowców.
Pozycja rodzaju według systemu Reveala (1993-1999)
Gromada okrytonasienne (Magnoliophyta Cronquist), podgromada Magnoliophytina Frohne & U. Jensen ex Reveal, klasa Rosopsida Batsch, podklasa różowe (Rosidae Takht.), nadrząd Saxifraganae Reveal, rząd skalnicowce (Saxifragales Dumort.), podrząd Saxifragineae Engl., rodzina skalnicowate (Saxifragineae Engl.), rodzaj Tiarella L.).
Wykaz gatunków
- Tiarella cordifolia L. – tiarella sercolistna
- Tiarella polyphylla D. Don
- Tiarella trifoliata L.

## Zastosowanie i uprawa
Tiarelle uprawiane są jako rośliny ozdobne, przy czym zwykle w uprawie znajdują się liczne kultywary. Rośliny te nadają się na rabaty, do alpinarium, często są uprawiane jako rośliny okrywowe. Są odporne na mróz. Wymagają stanowiska zacienionego lub półcienistego, żyznej i przepuszczalnej oraz stale wilgotnej gleby. Rozmnaża się je przez podział (wczesną wiosną) lub przez nasiona.